# Eugène Maizan
Eugène Maizan (né le 28 septembre 1816 à Montauban et mort à Daguélamohor le 9 juillet 1845) fut le premier explorateur à se lancer vers l'Afrique tropicale depuis Zanzibar. Il a été nommé au grade d'enseigne de vaisseau par ordonnance du Roi Louis-Philippe Ier en janvier 1840.

## Expédition en Afrique tropicale

### Préparation
C'est au retour d'une campagne, faite dans les eaux de l'Afrique orientale, que l'enseigne Maizan a conçu le projet d'explorer l'Afrique d'Est en Ouest à partir de Zanzibar. Cette campagne s'était déroulée en 1843 à bord de la corvette La Dordogne sous le Commandement du capitaine Charles Guillain.
Une fois sa mission acceptée par les ministères concernés, Eugène Maizan se rendit à Bourbon où il embarqua sur la corvette Le Berceau commandée par le capitaine de vaisseau Joseph Romain-Desfossés. Ce navire se rendait à Zanzibar pour signer un traité avec le sultan et installer le nouveau Consul, M. Broquant.
Au départ, le projet d'exploration consistait à se lancer dans l'exploration de l'Afrique tropicale depuis Zanzibar. Son programme était de se diriger vers le lac Tchad puis essayer de trouver les sources du Nil Blanc. Il devait ensuite, après avoir passé le Niger, revenir en Europe en passant par le Sahara. La Société Orientale de France, dont il était membre, lui avait remis quelques questions auxquelles il devrait s'efforcer de répondre au cours de son voyage.

### Déroulement
Après avoir passé plus de huit mois au sultanat de Zanzibar pendant lesquels il change très régulièrement ses plans et multiplie ses bagages, il quitte l'île avec beaucoup d'empressement. En effet, les Banians (qui possédaient de forts intérêts commerciaux dans la région) craignent que les Français ne s'installent dans la région et Maizan est considéré, à tort, comme envoyé pour préparer l'arrivée des troupes françaises. Ils usent probablement de leur influence pour pousser Maizan à quitter l'île rapidement. L'explorateur quitte donc Zanzibar le 21 avril 1845 et touche terre à Bagamayo (en face de Zanzibar). Il part ensuite, presque seul, vers Dégé. Pour ce voyage, il est chargé de richesses, mais ne semble pas assez armé pour les conserver en sécurité.
Au départ, il avait prévu de suivre une caravane de marchands d'ivoire, mais il changea d'avis au vu de la quantité de ses bagages . Au cours de son périple, il est averti qu'un chef local nommé Pazzy lui en veut. Afin de mieux préparer son voyage et pour se renseigner sur ce qui l'attend dans les terres, l'expédition passe quelques jours sur le littoral. Il décide alors de faire un grand détour pour éviter les territoires de ce chef sanguinaire qui semble avoir de mauvaises intentions à son égard.
Après vingt jours de marche (pour ne couvrir en ligne directe qu'une distance équivalente à trois journées de voyage), il s'arrête dans le village de  Daguélamohor. C'est depuis ce village qu'il envoie une lettre au consul de France basé à Zanzibar (M. Broquant? qui ne reçoit la lettre que le 10 août 1845), lui demandant d'envoyer ses bagages. Il confie cette mission à un serviteur qui le trahit et donne l'emplacement du camp de Maizan à Pazzy. Le chef africain torture le Français à la fin de juillet 1845 et le tue en lui coupant la gorge et les articulations.
C'est un serviteur malgache, racheté par le sultan de Zanzibar au chef Pazzy (pour 100 piastres ou 500 francs de l'époque), qui conte les détails de la mort de Maizan au consul. Le représentant de la France s'arrange alors pour faire récupérer le matériel laissé sur place par l'infortuné explorateur.

### Après son expédition
Afin de pouvoir juger Pazzi selon les lois françaises, le Commandant de la Division Navale de Bourbon et de Madagascar, Joseph Romain-Desfossés a fait plusieurs demandes au Sultan de Zanzibar pour qu'il mette la main sur le criminel. N'ayant obtenu aucun résultat, Joseph Romain-Desfossés chargea Charles Guillain (qui partait alors explorer la cote orientale de l'Afrique) de rappeler au Sultan cet engagement de livrer le meurtrier aux autorités françaises.

## Postérité
Jules Verne parle de son massacre dans son roman Cinq semaines en ballon (chap.I, IV et XII) mais écrit qu'il n'avait que 26 ans.